# Accademia della lingua ebraica

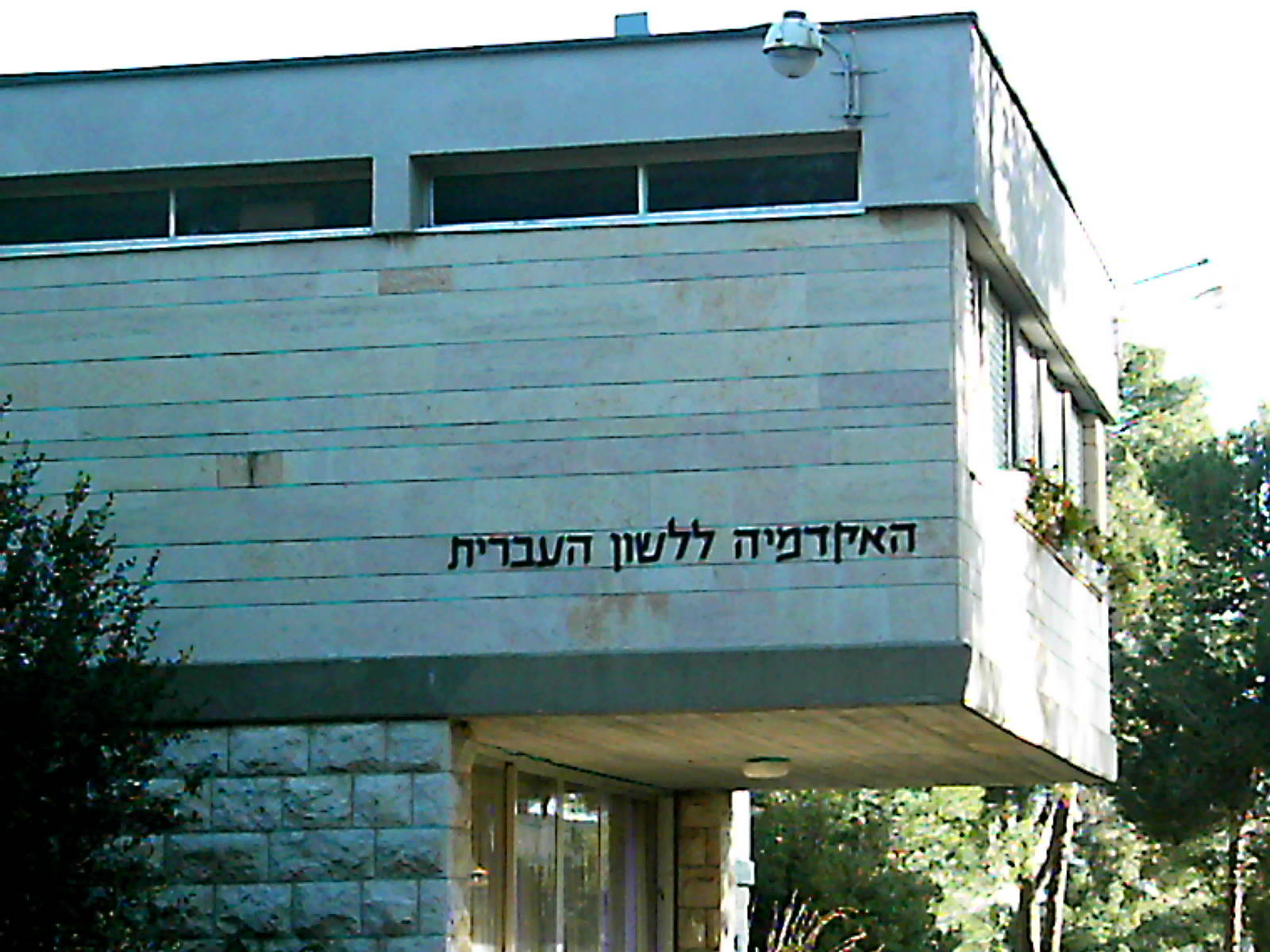

L'Accademia della lingua ebraica (in ebraico: הָאָקָדֶמְיָה לַלָּשׁוֹן הָעִבְרִית - HaAkademya laLashon haIvrit) è stata istituita dal governo israeliano nel 1953 come "istituzione suprema per lo studio della lingua ebraica."

## Storia
L'Accademia ha sostituito il "Comitato della lingua ebraica (ועד הלשון העברית, Va'ad ha-Lashon ha-Ivrit)" fondato nel 1890 da Eliezer Ben Yehuda, che ne fu il primo presidente. Quando l'ebraico è diventato la lingua parlata in Palestina ed è stato adottato dal sistema educativo, il Comitato ha pubblicato bollettini e dizionari. Ha coniato migliaia di parole che sono entrate nell'uso quotidiano. Il suo successore, l'Accademia della lingua ebraica, ha continuato questa missione per stare al passo dell'uso moderno.
L'Accademia definisce gli standard per la moderna grammatica ebraica, l'ortografia, la traslitterazione e la punteggiatura, basandosi sullo sviluppo storico della lingua.
Sebbene la principale attività dell'accademia sia la creazione di nuove parole da radici ebraiche per sostituire i prestiti provenienti da altre lingue, il suo nome proprio ("aqademya") è un prestito.